# بهیموث (فیلم ۲۰۱۵)
«بهیموث» (انگلیسی: Behemoth) یک فیلم به کارگردانی ژائو لیانگ است. این فیلم در بخش مسابقه هفتاد و دومین جشنواره فیلم ونیز حضور داشت.

## موضوعیت
مستند شرح حال معدنچی‌هایی می‌باشد که در شرایطی بسیار سخت و دشوار می بایست به حفاری زمین مشغول باشند.